# ماوندز
ماوندز (به انگلیسی: Mounds) یک شیرینی تخته ای است که توسط هرشیز ساخته می‌شود و از نارگیل خرد شده و شیرین شده با شکلات تلخ تشکیل شده‌است. این شرکت همچنین یک تخنه شیرینی مشابه با بادام کامل و پوشیده از شکلات شیری با نام آلموند جوی (به انگلیسی: Almond Joy) را تولید می‌کند. این دو محصول دارای بسته‌بندی و طراحی آرم مشترک هستند که در ماوندز از طرح رنگ قرمز و در آلموند جوی از رنگ آبی استفاده می‌شود.